# Oued Djer
Pour l’article homonyme, voir Oued Djer (rivière).
Oued Djer, en tamazight de l'Atlas blidéen : Wed Ǧer, tifinagh : ⵡⴻⴷ ⴵⴻⵔ est une commune de la wilaya de Blida en Algérie.

## Géographie

### Localisation
La commune d'Oued Djer est située à l'ouest de la wilaya de Blida, à environ 30 km au sud-ouest de Blida , à environ 78 km au sud-ouest d'Alger , à environ 45 km de Médéa , à environ 42 km de Tipaza et à environ 71 km d'Ain Defla.
|                             | Ahmar El Aïn (Wilaya de Tipaza) |                                        |
| Bourkika (Wilaya de Tipaza) | Oued Djer                       | El Affroun                             |
|                             | Boumedfaa (Wilaya d'Aïn Defla)  | Aïn Romana et Ouamri (Wilaya de Médéa) |

### Localités de la commune
Lors du découpage administratif de 1984, la commune de Oued Djer est constituée des localités suivantes :
- Oued Djer
- Maïf
- El Hachem
- Dhamnia
- Aïn Tayeb
- Hassasna
- Maamra

## Évolution démographique
| 1884 | 1892  | 1897  | 1902  | 2008   |
| ---- | ----- | ----- | ----- | ------ |
| 840  | 1 891 | 1 827 | 1 928 | 34 268 |